# فرانك بارنيل
فرانك بارنيل (بالإنجليزية: Frank Parnell)‏ هو لاعب كرة قدم بريطاني في مركز الهجوم، ولد في 4 نوفمبر 1935 في بيركنهيد ‏ في المملكة المتحدة. لعب مع نادي ترانمير روفرز.